# Lago Ranco
Lago Ranco ist ein großer See im Süden Chiles.
Er liegt in der Region XIV (Región de Los Ríos). Der See liegt zwischen den Städten Futrono, Llifen und Lago Ranco.
Der Lago Ranco besitzt eine Fläche von rund 401 km² bei einer Länge von 95 km und eine durchschnittliche Tiefe von 150 m und maximal 199 m. Der See ist ein alter Gletschersee aus der Eiszeit mit kristallklarem Wasser. Am See gibt es viele herrliche Strände. Er ist die Quelle des Flusses Río Bueno.
In der Mitte des Sees liegt die Insel Huapi, hier lebt eine Gemeinde von 600 Huilliche-Indianern. Insgesamt gibt es 11 bewohnte Inseln auf dem See, daneben gibt es noch fünf kleinere Inseln, die man Las Chichivitas nennt, sie sind unbewohnt.
Es gibt eine reiche Flora und Fauna. An Pflanzen sind dies z. B. Myrtengewächse und Fuchsien. Am See leben viele Wasservögel, wie Enten und Kormorane. Die See ist sehr fischreich, man fängt dort z. B. Forellen und Lachse.

## Geschichte
Die Stadt Lago Ranco wurde als Bahnstation 1936 gegründet, als eine Eisenbahnstrecke von Río Bueno gelegt wurde.
Am 6. Februar 2024 kam der frühere chilenische Präsident Sebastián Piñera bei einem Hubschrauberunfall über dem Lago Ranco ums Leben.

## Wirtschaft
Der Tourismus, Fischfang und die Forstwirtschaft spielt eine wichtige Rolle in Gegend. Der See ist ideal für den Segelsport und für Angler geeignet. An den Ufern gibt es Campingplätze.